# حزب العمال والفلاحين النيبالي
حزب العمال والفلاحين نيبال هوحزب سياسي شيوعي في نيبال.تأسس الحزب في عام 1976 بواسطة دمج مجموعة روهيت, منظمة ثورية بروليتارية نيبال مع رابطة الفلاحين.
قائد الحزب هو Narayan Man Bijukchhe ('Comrade Rohit'). المنظمة الشبابية للحزب هي Nepal Revolutionary Youth Union.
في الانتخابات البرلمانية لعام 1999 حصل الحزب على 48685 صوت (0.41%, مقعد واحد).